# Oscinisoma alienum
Oscinisoma alienum är en tvåvingeart som först beskrevs av Becker 1912.  Oscinisoma alienum ingår i släktet Oscinisoma och familjen fritflugor. Inga underarter finns listade i Catalogue of Life.